# Limitation (Vermessung)

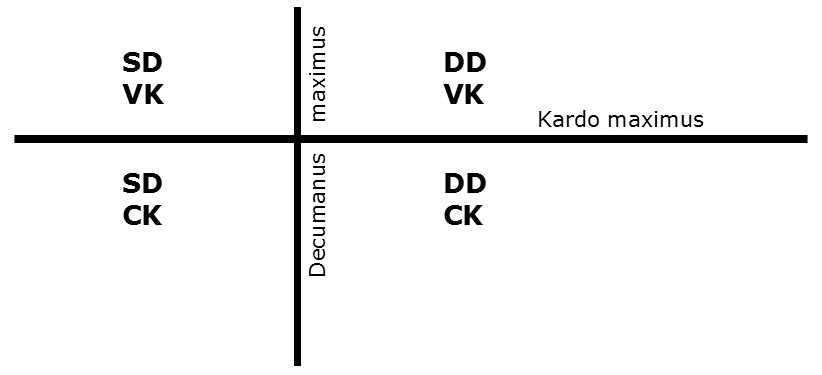
Schema von Decumanus und Kardo auf dem Katasterplan B von Orange. Westen ist oben.

Limitation (lateinisch limitatio) bezeichnet als allgemeiner Begriff das römische Vermessungswesen.
Speziell bezeichnet limitatio eine kultische Handlung, bei der die Hauptachsen einer zu gründenden Siedlung festgelegt wurden. Diesen entsprechend wurden dann Nebenachsen angelegt, aus denen sich ein Rechteckgitter und damit eine erste Parzellierung der Siedlungsanlage ergab. Die meist in West-Ost-Richtung verlaufende (Haupt-)Achse hieß Decumanus (maximus), die im rechten Winkel dazu verlaufende (Haupt-)Achse hieß Cardo (maximus).

## Details
Aus den beiden Hauptachsen ergab sich zunächst eine Aufteilung in vier Teilgebiete (regiones):
- DD VK: dextra decumanum ultra cardinem „rechts des Decumanus, jenseits des Cardo“ (entspricht dem Nordwesten)
- SD VK: sinistra decumanum ultra cardinem „links des Decumanus, jenseits des Cardo“ (entspricht dem Südwesten)
- DD KK: dextra decumanum citra cardinem „rechts des Decumanus, diesseits des Cardo“ (entspricht dem Nordosten)
- SD KK: sinistra decumanum citra cardinem „links des Decumanus, diesseits des Cardo“ (entspricht dem Südosten)

Die Nebenachsen wurden mit zunehmendem Abstand von der Hauptachse durchnummeriert. Beispielsweise war VK I die erste Nebenachse jenseits (westlich) des Cardo, SD III die dritte Nebenachse links (südlich) des Decumanus. Dadurch ergab sich ein System zur eindeutigen Kennzeichnung der Kreuzungspunkte: SD IV KM war der Schnittpunkt der 4. Nebenachse südlich des Decumanus mit dem Cardo maximus (KM). Der Decumanus maximus wurde entsprechend mit DM bezeichnet. Der Kreuzungspunkt der beiden Hauptachsen (bezeichnet mit DM KM) hieß locus gromae (nach dem verwendeten Vermessungsinstrument, der Groma) oder umbilicus (Nabel).
Dem durch das beschriebene System gegebenen Achsenschnittpunkt entsprach dann jeweils eine Parzelle. Da der Abstand der parallel verlaufenden Achsen meist 20 actus (ca. 711 m) war, ergaben sich Parzellenflächen von 200 iugera („Joch“) oder 100 heredia („Morgen“, ca. 50,6 ha), weshalb die Parzellen auch centuriae (100 hereadiae = 1 centuria, „Großhufe“) hießen.
Der Vorgang als kultische Handlung geht auf die Etrusker zurück, weshalb in der Frühzeit die Limitation Aufgabe eines Priesters war, später verlor die Handlung einiges von ihrer religiösen Signifikanz.
Großflächige römische Limitationen lassen sich heute noch im Wegenetz und auf Luftaufnahmen einiger Gegenden gut erkennen, so in Nordafrika, der Provence, Spanien und Istrien.
Auch die römischen Militärlager wurden nach diesem Verfahren angelegt.
Die Hauptachsen wurden dabei als via principalis (cardo maximus) bzw. via praetoria (decumanus maximus) bezeichnet. Die vier Haupttore hießen:
- porta praetoria, das (östliche) Haupttor
- porta decumana, das (westliche) Hintertor
- porta principalis dextra, das (nördliche) rechte Tor der via principalis
- porta principalis sinistra, das (südliche) linke Tor der via principalis

Die in Klammern angegebenen Himmelsrichtungen beziehen sich auf die übliche Orientierung. Am Schnittpunkt der beiden Hauptachsen lag die Principia, das Kommandanturgebäude.
Bei den Griechen entsprach der Limitation das Hippodamische Schema.